# Monasterio de Sopoćani
El monasterio de Sopoćani (en cirílico serbio: Сопоћани), fue una donación del rey Stefan Uroš I de Serbia, construido entre 1259 y 1270, cerca del nacimiento del río Raska en la región de Ras, el centro del estado medieval de Serbia. Es un lugar declarado Patrimonio de la Humanidad en 1979 junto a Stari Ras.

## Historia
En los años 1160, el gran zupan Esteban Nemanja consolidó su poder en el trono de Rascia. Sus hijos obtuvieron el título de rey, y estableció la iglesia como independiente haciéndolo autocéfalo, desarrolló el sistema económico y acuñó moneda, se hizo más rico y sofisticado. La época y la obra de Esteban Nemanja siguió siendo modelo y ejemplo a emular por las generaciones más jóvenes. Sopoćani fue un legado del rey serbio Esteban Urós I, hijo de Esteban I Nemanjić y nieto de Nemanja. 
El rey Esteban Urós I Nemanjić la hizo construir en 1260 para servir como su lugar de enterramiento. La iglesia fue dedicada a la Santísima Trinidad y acabada alrededor del año 1265, con el interior decorado poco después. Del antiguo gran monasterio, que abarcaba numerosas estructuras (comedores, edificios residenciales y otros), sólo queda hoy la Iglesia de la Santísima Trinidad. El monasterio estuvo en el pasado rodeado por un gran muro de piedra con dos puertas. El arzobispo Sava II, quien se convirtió en cabeza de la iglesia ortodoxa serbia en 1263, está representado en procesión de arzobispos en la zona del altar. 
El acabado de la pintura de las partes principales de la iglesia se pueden datar indirectamente entre 1263 y 1270. En Sopocani se llevó a cabo un plan decorativo a lo largo del siglo XIII. Hay escenas litúrgicas en el presbiterio; en la nave, la obra de salvación de Cristo se muestra a través de un ciclo de Grandes Fiestas, en el nártex, el Antiguo Testamento, se presentan temas escatológicos y dogmáticos. A través de los retratos iconográficos de la familia Nemanjic y a través de escenas históricas Simeón Nemanjic y san Sava. Después de Gradac (alrededor de 1275), el legado de la reina Helena de Anjou, la esposa del fundador de Sopocani - el rey Urós I - cuyos pintores tenían una gran creatividad, hubo un paréntesis en la obra creativa en Serbia. El arzobispo Sava II, quien se convirtió en la cabeza de la iglesia ortodoxa serbia en 1263, está representado en la procesión de los arzobispos en la parte del altar. Los frescos de Sopoćani son considerados por algunos expertos en arte medieval serbio como los más bellos de la época. En la pared oeste de la nave existe un famoso fresco de la Dormición de la Virgen.

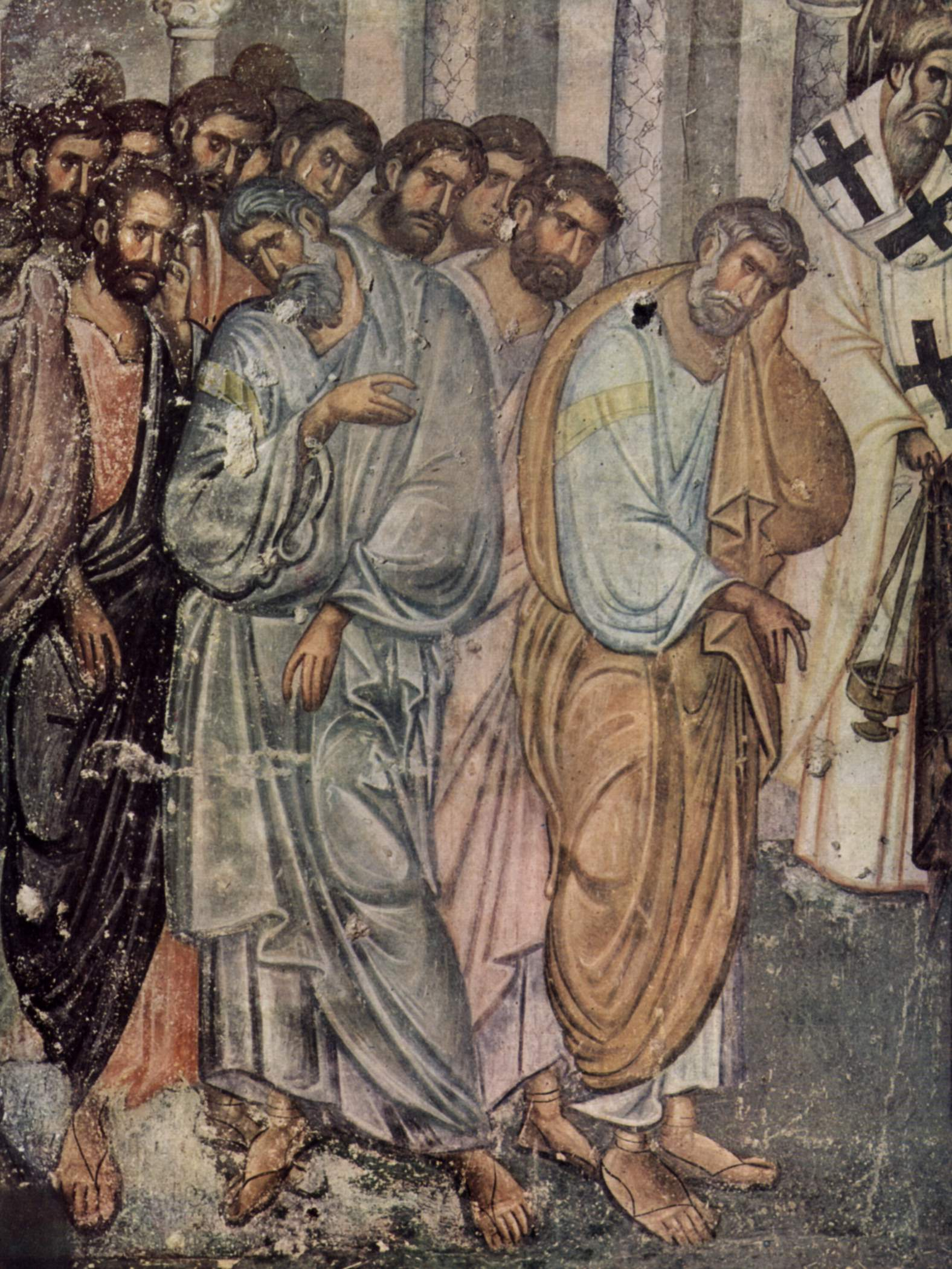
Detalle del fresco Dormición de la Virgen de Sopochani h. 1265 (Véase también: Renacimiento Paleólogo)

Fue ampliada y renovada a mediados del siglo XIV por el rey Esteban Dušan. 
En el siglo XVI los monjes tuvieron que dejar temporalmente el monasterio en varias ocasiones debido a la amenaza otomana. Finalmente, durante uno de los ataques de 1689 los turcos otomanos incendiaron el monasterio y se llevaron el plomo del tejado. Los hermanos se escaparon con algunas importantes reliquias a Kosovo —pero no regresaron a Sopochani—; permaneció abandonado durante doscientos años, hasta el siglo XX. La iglesia poco a poco fue decayendo: sus bóvedas se excavaron, cayó la cúpula y los restos de los edificios que la rodeaban quedaron cubiertos por basura y tierra.
Finalmente, durante el siglo XX el monasterio fue restaurado y se asentó una nueva hermandad de monjes. A pesar de haber estado sometidos durante dos siglos a los elementos, la mayor parte de los frescos de Sopoćani se conservan bien. 
Sopoćani fue declarado monumento cultural de excepcional importancia en 1979, y está protegido por la República de Serbia. En 1979, el monasterio fue declarado Patrimonio de la Humanidad por la Unesco dentro del conjunto monumental Stari Ras y Sopoćani.

## Influencia e historia del arte

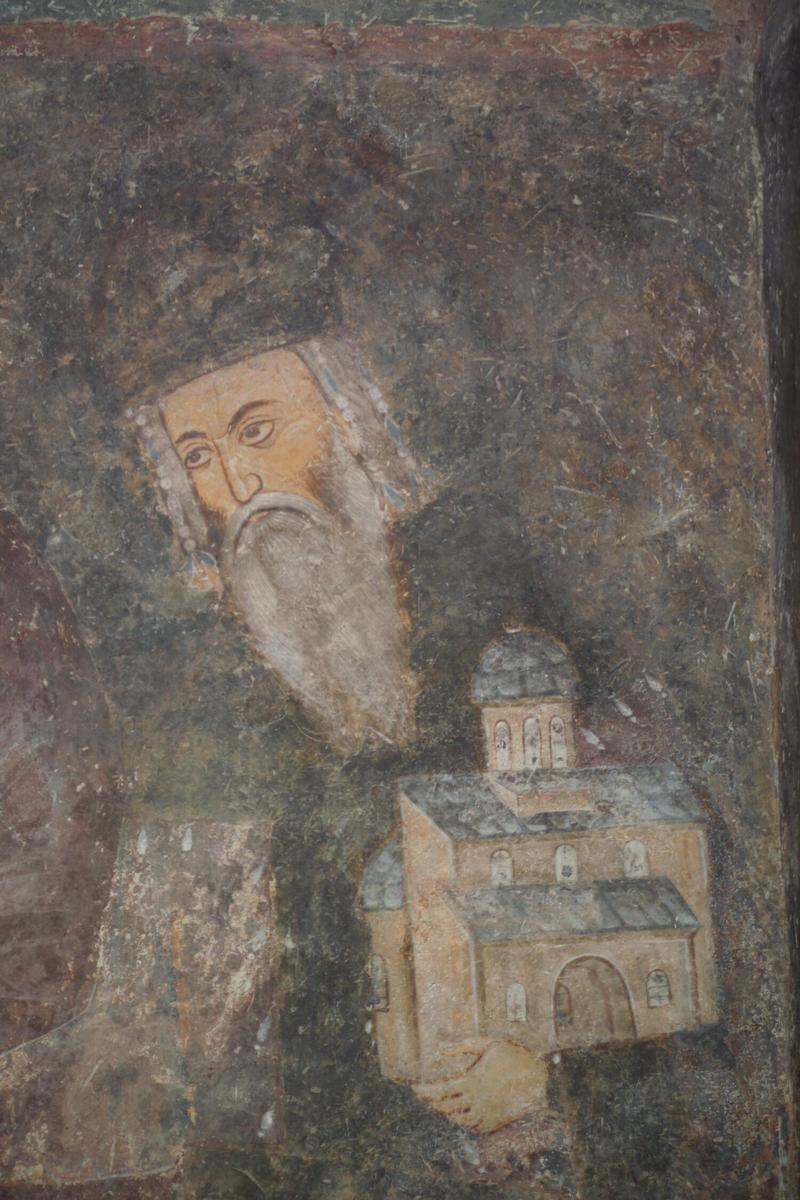
Stefan Uroš I, segunda mitad del, fresco del monasterio de Sopoćani, Serbia.

El arte en Sopoćani fue desarrollándose a lo largo del tiempo, después de terminarse en 1260. Los temas artísticos incluyen santos cristianos, nacionales, así como obispos y narraciones iluminadas del Cristianismo. El orden de la narración va de la izquierda a la derecha, y para comprenderlos hay que mirarlos en orden. El estilo clásico de la iglesia están en gran medida influido por el arte bizantino tardío, como la Basílica de San Vital en Rávena y otras iglesias bizantinas. Algunos frescos de la iglesia ejemplifican una transición de períodos artísticos bizantinos, de la época comnena al tiempo de los paleólogos, puesto que muchas de las pinturas se terminaron entre 1263 y 1268. La Dormición, con sus composiciones señoriales y figuras monumentales, es un ejemplo de esto. El período posterior a la iconoclasia llevó un resurgimiento en estos estilos artísticos actualizando el siglo XIII, en la época en la que se construyó el monasterio. Otros motivos que pueden verse en la iglesia (como aves acuáticas y el uso de lotos específicos) son indicadores de la influencia de la época bizantina temprana que se remonta a la época de Justiniano I, aunque estas influencias aparecen de manera menos intensa en la iglesia.
Pueden diferenciarse diferentes períodos. De 1263-1268 son varias pinturas, incluyendo las de los hijos de Esteban Uroš I, Dragutin, y Milutin. En 1331-1346, durante el reinado de Esteban Dušan, la iglesia se amplió y asumió las características de una catedral, amplió el arte y las decoraciones que se ven en el nártex externo de la iglesia. Se cree que las pinturas al fresco se terminaron en 1335-1371, lo que se pone de manifiesto por los estilos pictóricos en otras iglesias cercanas. En 1370-1375, se encuentra el primer ejemplo de repintado en la iglesia, y la copia de las obras de Sopoćani se difundió, influyendo a pinturas de otras iglesias. Y, a principios del siglo XX, el arte de Sopoćani sirvió como inspiración para los artistas serbios modernos.

### Reconstrucción del arte
En 1689, varios factores contribuyeron a que la iglesia resultara dañada. La guerra con los turcos otomanos llevaron a que se que se desacralizase el monasterio. Además, el tiempo inclemente y la prolongada exposición al sol dañó gran parte de las obras artísticas. Hubo dos períodos de campañas a gran escala en el siglo XX: de 1925 a 1929, y de 1949 a 1958. Se destaca la restauración del color y la claridad de las pinturas, pero sigue siendo difícil distinguir gran parte de los bordes en pan de oro en los frescos de la iglesia.

## Obras notables y técnicas

### Pinturas
Los frescos en Sopoćani fueron pintados en un estilo similar al de los artistas bizantinos, sin embargo, se desconocen los orígenes de los artistas mismos. Los artistas seguían una serie de pasos rígidos: colocar el yeso, diseñar con carbón, aplicación de varias capas, etc. Sin embargo, había excepciones a este método, como en el caso de la Dormición, que se pintó sobre líneas divisorias visibles que normalmente eran borradas. Algunos historiadores creen que esto es el resultado de un descuido por parte del artista. La Dormición es otro ejemplo de un fresco comneno, caracterizado por su uso de un estilo lineal de narración disperso. Algunos de los frescos más destacados en la iglesia tienen téseras de pan de oro aplicada en sus perfiles, una decisión que hizo Esteban Uroš I para proporcionar un mayor sentido de grandeza visual.

### Iconografía
Hubo demanda de iconos portátiles debido a la influencia bizantina y la introducción del iconostasis en las iglesias. Los iconos de Sopoćani en gran medida representan una ideología matriarcal, representando la vida y la muerte de la Virgen María, entre otras. Los retratos de estos iconos incorporaban técnicas y sibolismo de Bizancio, y el estilo romano anterior, que enfatiza las posiciones de la cabeza, así como cualidades de las manos tanto masculinas como femeninas. Por ejemplo, la mano izquierda a menudo se consideraba femenina, sosteniendo libros o escrituras. La mano derecha sería considerada masculina, sosteniendo una espada, una cruz, o una lanza. Estas cualidades pueden verse en láminas icónicas de mártires, santos, apóstoles y evangelistas en Sopoćani. El retrato de figuras en estos iconos son también concurrentes con el desarrollo de naturalismo en pintura, encontrado en otros iconos bizantinos y mosaicos como la Déesis en Santa Sofía.

## Galería

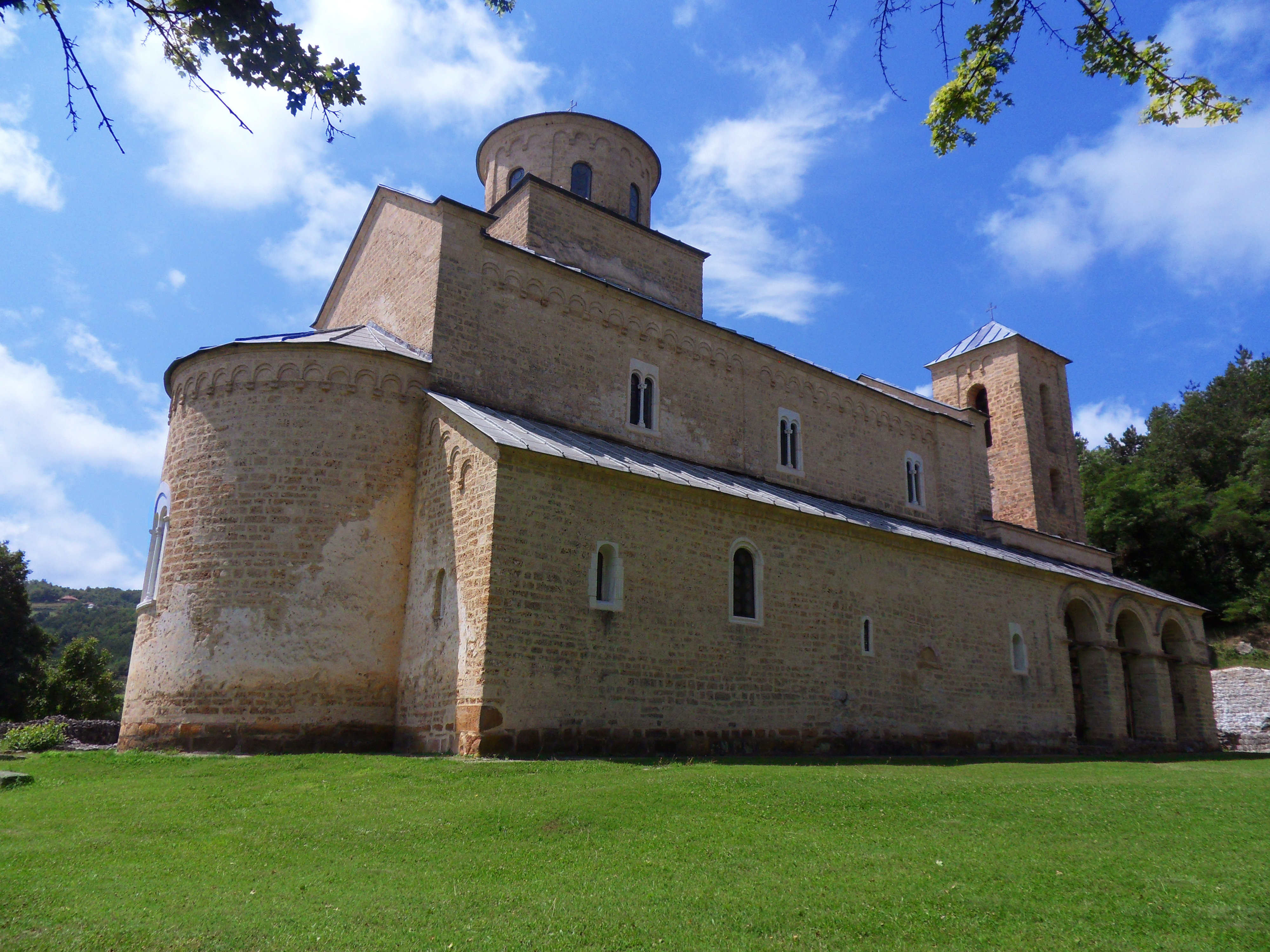
Edificio del monasterio.
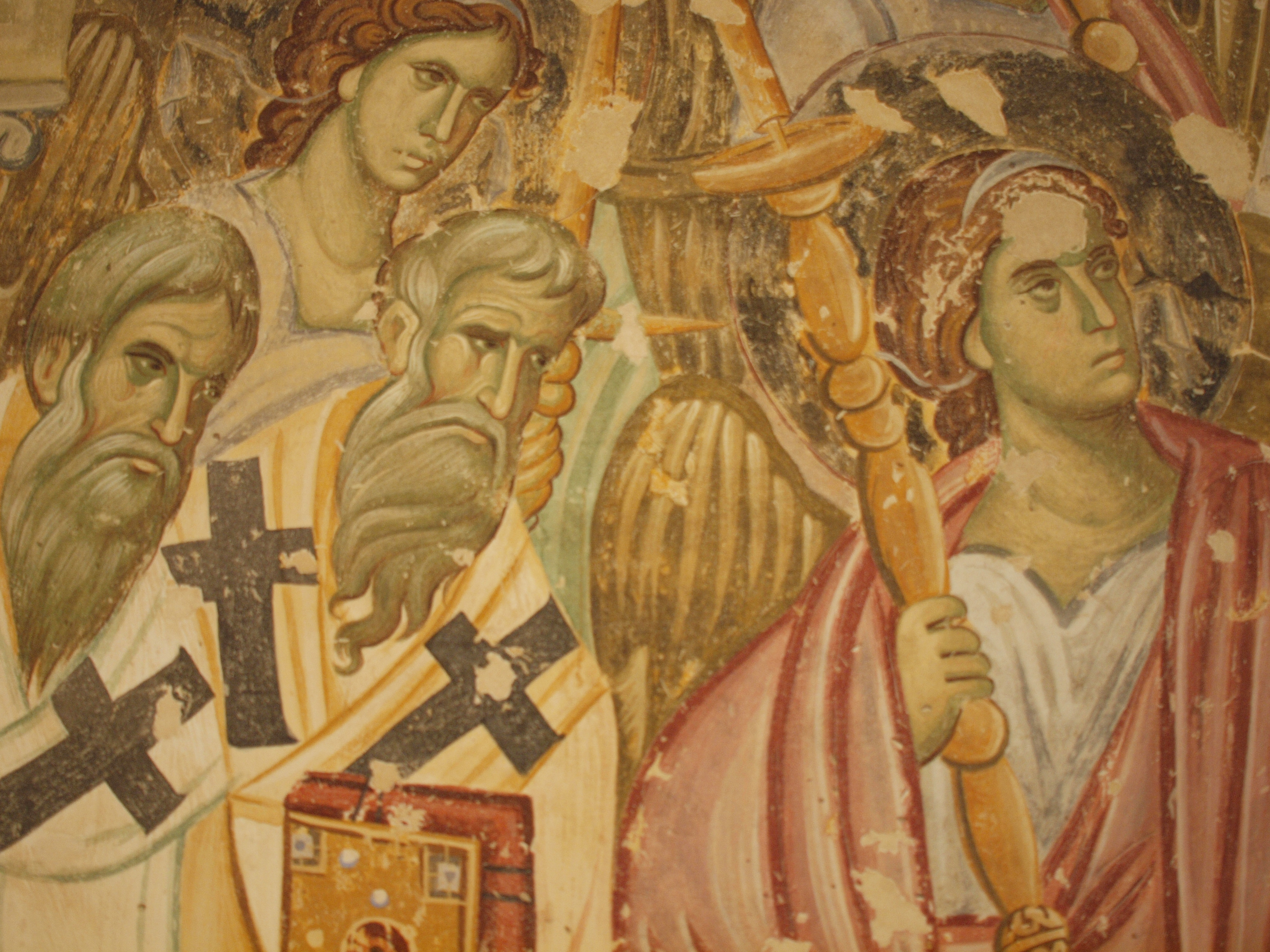
Detalle del fresco Dormición de la Virgen de Sopoćani h. 1265
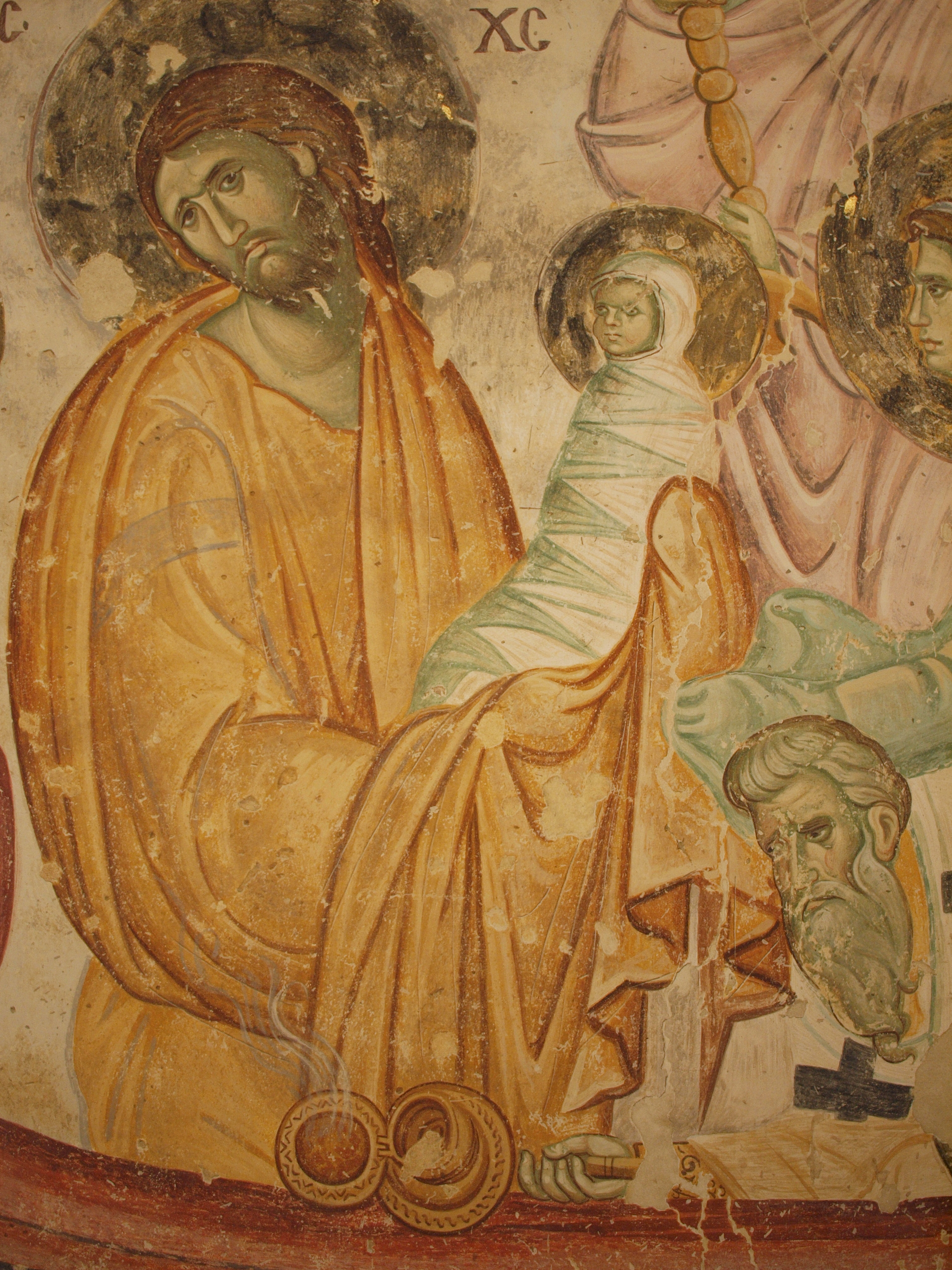
Detalle del fresco de la Dormición.
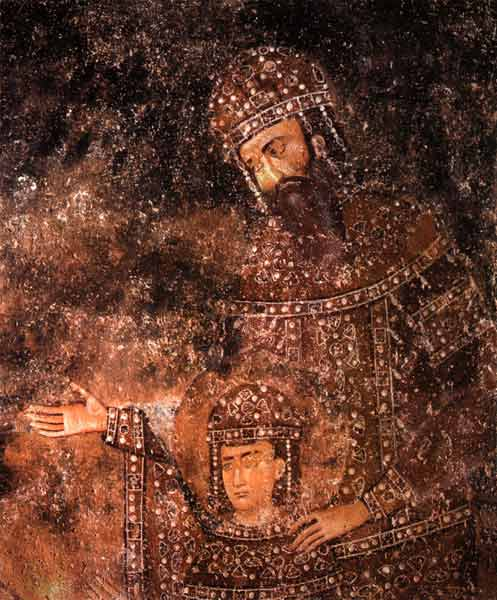
Esteban Uros I con su hijo Dragutin
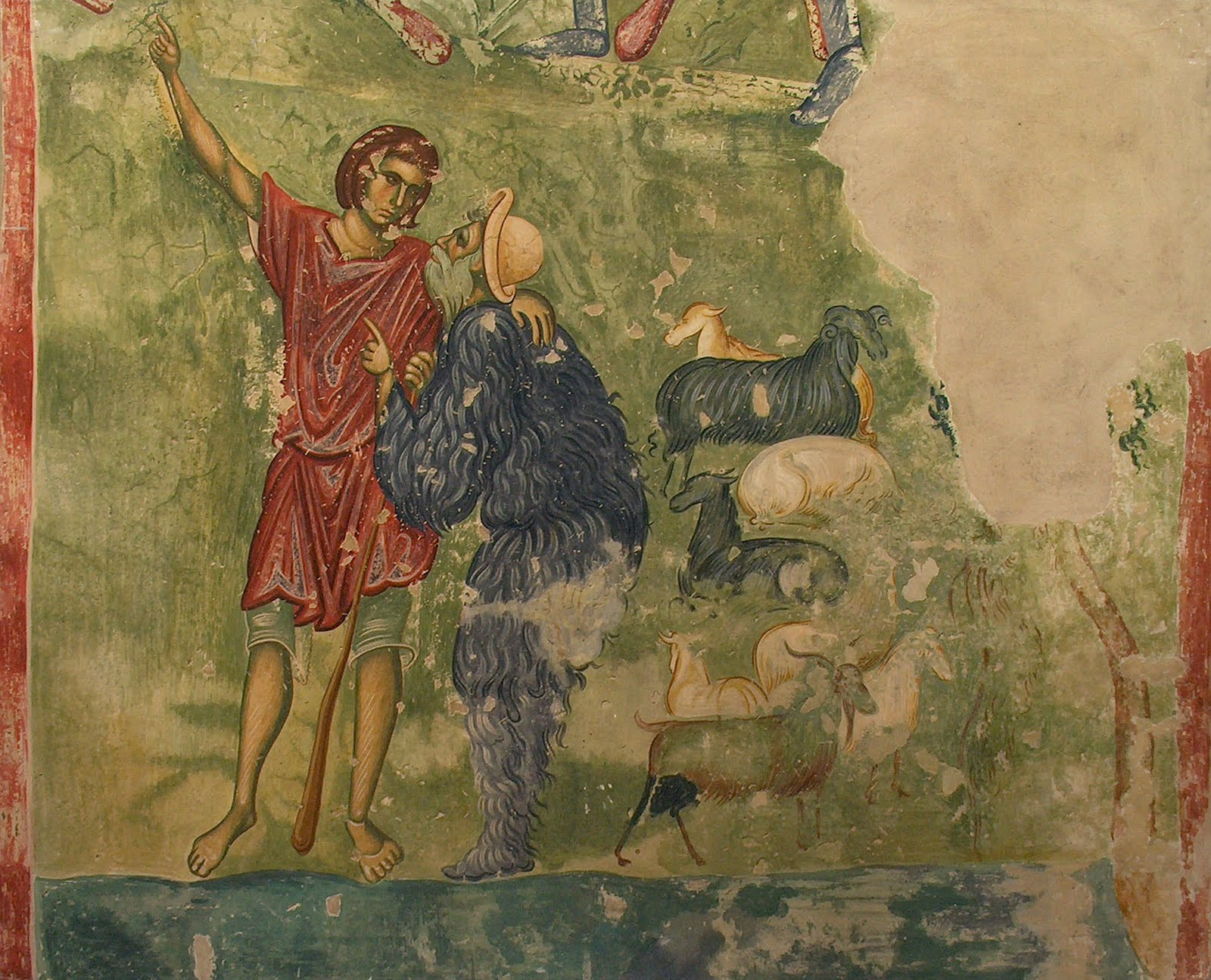
Pastor

## Enterramientos
- Helena de Anjou
- Yoaníkiye I
- Esteban Uroš I de Serbia
- Ana Dandolo

## En la cultura popular
Sopoćani, dos episodios de la serie documental «Witnesses of Times» (Testigos de los tiempos) producido por el servicio de televisión RTB en 1999-2000 fue creado por Petar Savkovića, dirigido por Stevan Stanić y Radoslav Moskovlović, la música la comuso Zoran Hristić.